# استفان دی میستورا
استفان دی میستورا (انگلیسی: Staffan de Mistura؛ زاده ۲۵ ژانویهٔ ۱۹۴۷) سیاست‌مدار سوئدی-ایتالیایی و عضو سابق دولت ایتالیا است. پس از ۴۰ سال فعالیت در قسمت‌های گوناگون سازمان ملل متحد، در کابینه ماریو مونتی به عنوان معاون وزیر امور خارجه ایتالیا انتخاب شد. او در حال حاضر فرستاده سازمان ملل متحد و اتحادیه عرب به سوریه در خصوص مذاکرات جنگ داخلی سوریه است. او پیش از این به عنوان نماینده ویژه دبیرکل سازمان ملل در عراق (۲۰۰۷–۲۰۰۹) و افغانستان (۲۰۱۰–۲۰۱۱) و نماینده شخصی دبیر کل برای جنوب لبنان (۲۰۰۱–۲۰۰۴)، و مدیر مرکز اطلاعات سازمان ملل متحد در رم فعالیت می‌کرد. وی در بسیاری از بی‌ثبات‌ترین نقاط جهان از جمله افغانستان، عراق، لبنان، رواندا، سومالی، سودان و یوگسلاوی سابق فعالیت کرده است.

دی میستورا دارای تابعیت دوگانه کشورهای ایتالیا و سوئدی است و به زبان‌های سوئدی، ایتالیایی، انگلیسی، فرانسوی، آلمانی، اسپانیایی و عربی صحبت می‌کند. دی میستورا دارای دو دختر است.
در سپتامبر 2021 ، مراکش با انتصاب استفان دی میستورا ، نماینده شخصی سازمان ملل در صحرای غربی موافقت کرد.